# Stadio delle Alpi
Lo stadio delle Alpi  è stato un impianto sportivo polivalente di Torino, inaugurato nel 1990 e demolito nel 2009. Si trovava nei quartieri Vallette e Lucento in prossimità dell'area Continassa, nella zona nord-occidentale del capoluogo piemontese.
Progettato dallo studio Hutter in stile modernista al fine di accogliere alcune partite del campionato del mondo 1990, contava 69 041 posti a sedere (più 254 di tribuna stampa, per un totale di 69 295 posti), disposti su 3 anelli sovrapposti, con un'altezza massima dal terreno di gioco pari a 33 metri, il che ne fece il terzo scenario per capienza del Paese – il primo nel Piemonte – dopo il Giuseppe Meazza di Milano e l'Olimpico di Roma. I lavori di costruzione iniziarono nel 1988 e terminarono in poco più di due anni, grazie al largo uso di elementi strutturali prefabbricati in cemento.
Classificato dall'UEFA come Stadio a cinque stelle, allora la massima categoria tecnica assegnata a livello confederale agli impianti calcistici, nei sedici anni successivi alla Coppa del Mondo, l'impianto costituì il terreno casalingo dei due principali club calcistici cittadini, la Juventus e il Torino, ospitando anche partite amichevoli della rappresentativa nazionale. Nel 2002 la società juventina rilevò dal Comune di Torino il diritto di superficie per una durata di novantanove anni sull'area dello stadio, che nel 2006 venne chiuso alle attività sportive. Nel bienno successivo lo stadio rimase aperto per ospitare alcuni concerti, fino alla sua chiusura definitiva nel 2008.
Tra il 2008 e il 2009 la Juventus portò a termine l'abbattimento della struttura, cui seguì la costruzione sulla medesima area di un nuovo impianto di sua proprietà, lo Juventus Stadium, sorto nel 2011.

## Storia

### Progetto
Nel 1984 la FIFA assegnò ufficialmente all'Italia l'organizzazione del campionato del mondo 1990: ciò comportò anche un adeguamento a livello di impianti sportivi sul territorio nazionale. Nella città di Torino era presente lo stadio Comunale, costruito nel 1933 e adottato da tempo come terreno casalingo sia dalla Juventus sia dal Torino, che, tuttavia, era ormai divenuto un impianto obsolescente, piccolo e scarsamente flessibile. Ciò fece ben presto sorgere discussioni sul futuro della struttura: da una parte, l'opportunità di effettuarvi dei lavori di adeguamento (come sosteneva, tra l'altro, l'allora assessore allo sport della giunta torinese, Elda Tessore, la quale affermò che sarebbe bastato ristrutturarlo e migliorare i servizi) dall'altra, di abbandonarlo in favore di un nuovo stadio cittadino. 
Alla fine, fu adottata quest'ultima soluzione perché la ristrutturazione del Comunale fu ritenuta insufficiente per renderlo meno desueto sia dal comitato organizzatore dei Mondiali che dalle due società torinesi.

Il primo progetto dello stadio: si notano già caratteristiche che saranno proprie della versione finale, come il parziale interramento e i tiranti a sostegno della copertura.

Tra le varie proposte, si annoverava quella della Juventus, che tramite l'allora presidente Giampiero Boniperti presentò al consiglio regionale del Piemonte il progetto per la costruzione di un nuovo impianto da 80 000 posti (tutti a sedere e al coperto), proponendo come sito il cosiddetto "Campo Volo" di Collegno, un comune della prima cintura ovest di Torino.
Con il passare del tempo, i potenziali siti di costruzione si moltiplicarono: dall'iniziale proposta di Collegno, che venne giudicata troppo onerosa per le ingenti opere di urbanizzazione che avrebbe richiesto, si passò a esaminare nuove località nell'area comunale torinese, tra le quali il sito dello stesso stadio Comunale (che sarebbe stato demolito e l'adiacente area di Piazza d'Armi adibita a parco), una zona non antropizzata a ovest del parco della Pellerina, l'area dell'ex aeroporto denominata allora "Campo Lisa", nel quartiere di Mirafiori Sud, o la zona della Continassa nel quartiere delle Vallette.
Nel marzo 1986, dopo vari confronti, il comune di Torino optò per quest'ultima ipotesi, che venne ufficializzata il 22 maggio seguente. Il 13 dicembre dello stesso anno la stessa giunta scelse il progetto del gruppo Acqua Marcia, redatto dagli architetti Sergio Hutter, Toni Cordero e Francesco Ossola, che prevedeva due varianti (con o senza pista di atletica leggera) e una capienza di 70 000 posti a sedere: l'investimento complessivo per la realizzazione del nuovo impianto fu stimato in 226 miliardi di lire.
Il 9 marzo 1988 incominciarono gli scavi nella zona della Continassa, che diedero il via ai lavori di costruzione dello stadio, terminati poi tra l'aprile e il maggio del 1990.
Nel periodo pre e post-mondiale, furono proposti dei progetti anche per l'adiacente area della Continassa: inizialmente, si pensò a una "città dello sport" che avrebbe dovuto accompagnare lo stadio dei mondiali, con la creazione di campi da tennis, piscine, palarock, parchi giochi e impianti base, con la settecentesca Cascina Continassa che sarebbe dovuta diventare una sede di "terziario sportivo" (composta da uffici, sale riunioni, biblioteca, foresteria, bar e ristoranti) a uso della Federcalcio; dopo il mondiale, invece, il Comune valutò l'idea di insediare, all'interno della cascina, un hotel a quattro stelle. Ambedue i progetti fallirono sicché l'area, che versava ormai da anni in stato di abbandono, cadde in preda al degrado, con la cascina ridotta a rifugio per gruppi rom.

### La scelta del nome

Una visione dall'alto del progetto; si notano gli accessi a gradoni (poi rimpiazzati da un manto verde regolare) e la mancanza dei supporti per i maxischermi, nonché dei pennoni di a nord e a sud come principale sostegno della copertura.

La scelta del nome fu caratterizzata da un acceso dibattito che si protrasse sino a pochi mesi dall'inaugurazione. Vi furono svariate proposte per quello che, durante gli anni di costruzione, venne colloquialmente appellato dalla stampa come lo stadio "della Continassa" o "delle Vallette". Si passò presto da un'ipotesi semplice e decisamente neutra ("Nuovo") all'idea di dedicare l'impianto a una nota personalità legata alla città, sportiva o non, come la squadra del Grande Torino, Umberto Caligaris, Guglielmo Gabetto, Valentino Mazzola, Gigi Meroni, Virginio Rosetta, Gaetano Scirea, Vittorio Pozzo (cui già era intitolato il Comunale) o anche Sandro Pertini.
La convenzione fra il Comune e l'Acqua Marcia prevedeva tuttavia la decisione circa il nome da assegnare all'impianto fosse avocata al consiglio comunale. Il 12 marzo 1990 venne poi presentata una rosa di cinque proposte: "Agorà", "Des Alpes", "Eracles", "Summit" e "Zeus", che vennero sottoposte al giudizio della cittadinanza. In realtà, già il 6 febbraio precedente la municipalità torinese aveva ufficialmente scelto per il nuovo stadio la denominazione di "Delle Alpi" – di fatto, l'italianizzazione della proposta "Des Alpes" dell'Acqua Marcia –; una decisione unilaterale che, a posteriori, creò qualche polemica circa i modi con cui fu portata avanti dalla giunta. Questa, nell'occasione, non aveva comunque escluso «una successiva dedica dell'impianto [...] a un personaggio illustre torinese» da affiancare al nome prescelto, ipotesi che, tuttavia, non si concretizzerà mai.

### Inaugurazione
Costruito in stile modernista, lo stadio fu inaugurato il 31 maggio 1990 con un incontro tra una selezione mista di calciatori della Juventus e del Torino (scesa in campo in uniforme gialloblù, in omaggio ai colori civici torinesi) e il Porto, freschi campioni nazionali portoghesi.
Prima del fischio d'inizio, fu osservato un minuto di silenzio in memoria dei caduti del Grande Torino, delle vittime della strage dell'Heysel e di Gaetano Scirea. Il torinista Haris Škoro fu il primo marcatore in assoluto al Delle Alpi.
| Arbitro: | Trentalange (Torino) |

|                                |           |                                       |
| Škoro 9’, 16’, 41’ Alessio 77’ | Marcatori | 45’ (rig.), 55’ Geraldo 84’ Rui Águas |

Il primo incontro ufficiale ivi tenutosi fu invece Brasile-Svezia, il 10 giugno successivo, durante la fase a gironi del campionato del mondo 1990.
La prima rete ufficiale nello stadio fu marcata dal brasiliano Careca.
| Arbitro: | Tullio Lanese |

|                 |           |            |
| Careca 40’, 63’ | Marcatori | 79’ Brolin |

L'esordio della Juventus all'interno del nuovo impianto avvenne con una partita di Coppa Italia contro il Taranto, vinta dai bianconeri per 2-0. La prima gara di campionato nel nuovo stadio fu, invece, anche la prima partita del Torino giocata al Delle Alpi: i granata pareggiarono a reti bianche contro la Lazio.
Prima partita Juventus (Coppa Italia 1990-1991)
| Arbitro: | Felicani (Bologna) |

|                                   |           |  |
| Baggio I 40’ (rig.) Casiraghi 80’ | Marcatori |  |

Prima partita Torino (Serie A 1990-1991)
| Torino 9 settembre 1990, ore 16:00 CEST 1ª giornata | Torino          | 0 – 0 referto | Lazio | Stadio delle Alpi (36 250 spett.)\| Arbitro: \| Magni (Bergamo) \| |
| Arbitro:                                            | Magni (Bergamo) |               |       |                                                                    |

### I problemi
(Gianni Agnelli, 1997)

Il capitano granata Rizzitelli e quello bianconero Vialli prima del derby del 3 dicembre 1995: nonostante la sentita sfida cittadina, il Delle Alpi mostra ampi spazi vuoti tra le tribune.

Fin dai suoi primi mesi di vita, il Delle Alpi iniziò ad evidenziare svariati problemi che negli anni seguenti ne resero estremamente complicati l'utilizzo e la gestione. In primo luogo, i due club ebbero serie difficoltà nella stipula dei contratti di locazione con il Comune; inoltre, i costi d'affitto dell'impianto e di manutenzione della copertura e del terreno di gioco si rivelarono molto superiori alle previsioni antecedenti la costruzione.
Gli spalti si rivelarono presto assai poco confortevoli: la loro conformazione ellittica e la presenza della pista di atletica leggera attorno al prato offrivano al pubblico (soprattutto dai lati delle curve e negli anelli più alti) una pessima visibilità. Peraltro la pista era stata inserita nel progetto essenzialmente per poter usufruire dei finanziamenti del CONI in fase di costruzione – di fatto un aut aut imposto dall'allora presidente della IAAF ed ex numero uno della FIDAL, il torinese Primo Nebiolo – e ben presto si rivelò di fatto inutile, dato l'utilizzo prettamente calcistico dello stadio, venendo impiegata solo sporadicamente, come per gli Assoluti del 1991 o la IAAF Grand Prix Final del 1992; l'assenza di una pista accessoria per il riscaldamento degli atleti precluse poi l'organizzazione di ulteriori meeting internazionali.
Quanto al terreno erboso, palesò frequenti difetti di tenuta ed attecchimento, causati in parte dall'impianto d'irrigazione, che tendeva ad allagare il rettangolo di gioco e "annegava" le zolle.

L'ostacolista Laurent Ottoz al Delle Alpi per gli Assoluti del 1991: la pista di atletica, rimasta inutilizzata dall'anno seguente, attirò le maggiori critiche allo stadio.

L'insieme di questi problemi, oltre a renderlo obsoleto anche di fronte alla sopraggiunta rivoluzione televisiva, sfociarono in una palese disaffezione nei confronti del pur moderno stadio sia da parte dei tifosi, che raramente riempirono i suoi sovradimensionati spalti, sia dei due club cittadini, i quali, nel triennio 1991-1994, minacciarono più volte il Comune di lasciare il Delle Alpi o addirittura la stessa Torino per alcune partite oppure definitivamente. In aperta polemica anche per i costi di gestione, nel 1995 la Juventus concretizzò per la prima volta l'idea di lasciare il Delle Alpi, emigrando allo stadio Giuseppe Meazza di Milano per le partite interne di semifinale e finale di Coppa UEFA 1994-1995; simili traslochi si ripeteranno per la finale di ritorno della Supercoppa UEFA 1996, giocata alla Favorita di Palermo, per le gare interne della Coppa Intertoto UEFA 1999, disputate al Dino Manuzzi di Cesena, e per vari incontri interni di alcuni turni preliminari della Coppa UEFA 1999-2000, disputati nuovamente alla Favorita di Palermo.
Nel 1994, vista la scomodità dell'impianto, la Juventus iniziò a coltivare l'idea di costruire uno stadio di sua proprietà: in quell'annata la società bianconera rese noto un piano che prevedeva la trasformazione della zona della Continassa in una superficie riservata al club, edificandovi un impianto di proprietà accompagnato da altre strutture: nella fase iniziale del progetto furono ipotizzati un museo a tema juventino, un centro d'allenamento per la squadra e il collocamento della nuova sede sociale all'interno della settecentesca Cascina Continassa. Nel 1996 il progetto del nuovo impianto nell'area della Continassa rimase come alternativa; la società pensò tuttavia di riservare comunque all'area della Continassa la funzione di centro sportivo, destinando il Delle Alpi solo ai grandi eventi sportivi. Nel 1998 l'idea del nuovo stadio di proprietà alla Continassa ritornò ad essere il progetto principale, che prevedeva la profonda ristrutturazione del Delle Alpi e la realizzazione di nuove strutture riservate al club, unite ad attività commerciali correlate.
La Juventus decise infine di voler abbattere il Delle Alpi per costruire al suo posto un nuovo impianto adatto alle famiglie con una capienza di 40 000 posti, riservato esclusivamente all'uso calcistico e sul modello degli stadi inglesi; il club, tuttavia, faticò a trovare un'intesa con il Comune, proprietario dello stadio.

Uno dei rari momenti vissuti dal Delle Alpi al massimo della sua capienza: l'invasione al termine di Juventus – Parma (4-0) del 21 maggio 1995, che vide i padroni di casa tornare campioni d'Italia dopo nove anni.

Pertanto, negli anni che seguirono, a più riprese e con vari ultimatum al Comune, la società bianconera rispolverò l'intento di lasciare la città nel caso in cui non si fosse risolta la situazione. Nel 2001, tra le varie soluzioni al problema degli stadi, si pensò di vendere il Delle Alpi in comproprietà alla Juventus e al Torino (questa proposta fu avanzata già nel 1996, ma rifiutata dalle due squadre per i costi troppo onerosi); nonostante l'interesse da parte del Comune e delle due società torinesi, quest'ipotesi tramontò alla fine dello stesso anno, complice il disaccordo tra i due club per la gestione dello stadio. Rimasero quindi immutate le intenzioni della Juventus riguardo alla questione stadio e all'eventuale abbandono della città.
Parallelamente ai progetti calcistici, in vista dei XX Giochi olimpici invernali assegnati alla città di Torino, durante il biennio 2001-2002 si pensò di ospitare le cerimonie di apertura e di chiusura al Delle Alpi, salvo poi cambiare i piani: infatti, si preferì destinare a questa finalità il Comunale che, nel 2001, era già stato designato come impianto da utilizzare durante le Olimpiadi invernali, ma come sede per gli incontri di hockey su ghiaccio (progetto bocciato dopo poche settimane).

### Ultimi anni

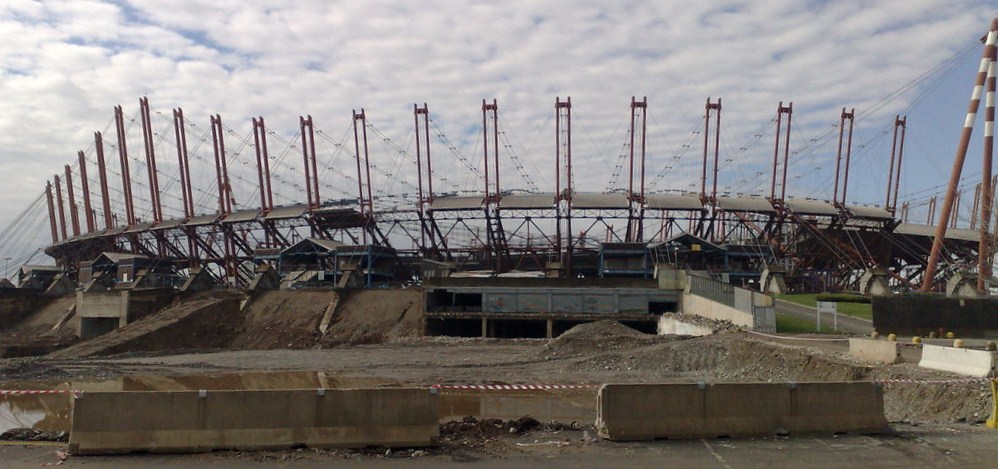
Lo stadio durante una fase della sua demolizione, nel corso del 2009.

La svolta per la proprietà dell'impianto della Continassa arrivò il 18 giugno 2002, quando al termine di un travagliato percorso di dialogo tra le parti – «otto anni di sofferenze e polemiche», come ebbe a dire l'allora presidente bianconero Vittorio Chiusano – tramite un accordo, il Comune di Torino consegnò alla Juventus il diritto di superficie sull'area dello stadio delle Alpi per la durata di 99 anni, a partire dal 1º luglio successivo al costo totale di 24000000 €; contemporaneamente la municipalità torinese concesse al Torino il diritto di superficie sull'area del vecchio stadio Comunale, alla cifra di 3500000 € per analoga durata, ma a partire dal 1º luglio 2006, dopo i Giochi. La società granata nel frattempo continuò a giocare al Delle Alpi fino al 2006, pagando l'affitto al club bianconero, divenuto proprietario dell'impianto in seguito all'accordo.
La Juventus, in seguito al patto, oltre che edificare un nuovo impianto adatto al calcio, sicuro e redditizio, aveva intenzione di riqualificare l'area della Continassa, rendendola una cittadella juventina con museo, centro medico, centro d'allenamento, sede sociale, vari esercizi commerciali e altre iniziative rivolte ai tifosi, come l'apertura di vari fan-shops. Tutto questo sia all'interno dello stadio che nell'area circostante. La Juventus riuscì quindi a ottenere la possibilità di costruire uno stadio di proprietà, abbandonando definitivamente l'idea di lasciare la città.
L'ultima partita della Juventus nello stadio fu la vittoria 2-1 sul Palermo del 7 maggio 2006, valevole per il campionato di Serie A; il Torino, invece, giocò quella che fu in assoluto l'ultima partita disputata al Delle Alpi, una vittoria 3-1 contro il Mantova il successivo 11 giugno e valevole per la finale play-off del campionato di Serie B.
Pochi mesi dopo l'abbandono del Delle Alpi e in attesa del suo rifacimento, la Juventus fece momentaneamente ritorno nell'ex stadio Comunale, nel frattempo restaurato e ribattezzato in Olimpico, in vista dei XX Giochi olimpici invernali, mentre il Torino vi si stabilì definitivamente, seppur avendolo lasciato in mano al Comune, complici i problemi finanziari che portarono al fallimento della società nel 2005.
Una volta chiuso alle attività sportive, nel periodo compreso tra il 2006 e il 2008 il Delle Alpi continuò a ospitare alcuni concerti prima della chiusura definitiva dell'impianto. L'11 novembre 2008 iniziò la demolizione dello stadio, che venne conclusa il 25 giugno 2009. Sullo stesso terreno lasciato libero, a partire dal successivo 30 giugno è stato costruito il nuovo Juventus Stadium, completato e inaugurato nel settembre 2011.
Ultima partita Juventus (Serie A 2005-2006)
| Arbitro: | De Santis (Roma 1) |

|                            |           |            |
| Nedvěd 31’ Ibrahimović 51’ | Marcatori | 62’ Godeas |

Ultima partita Torino (Serie B 2005-2006)
| Arbitro: | Farina (Novi Ligure) |

|                                        |           |                   |
| Rosina 36’ (rig.) Muzzi 64’ Nicola 95’ | Marcatori | 101’ (rig.) Poggi |

## Struttura

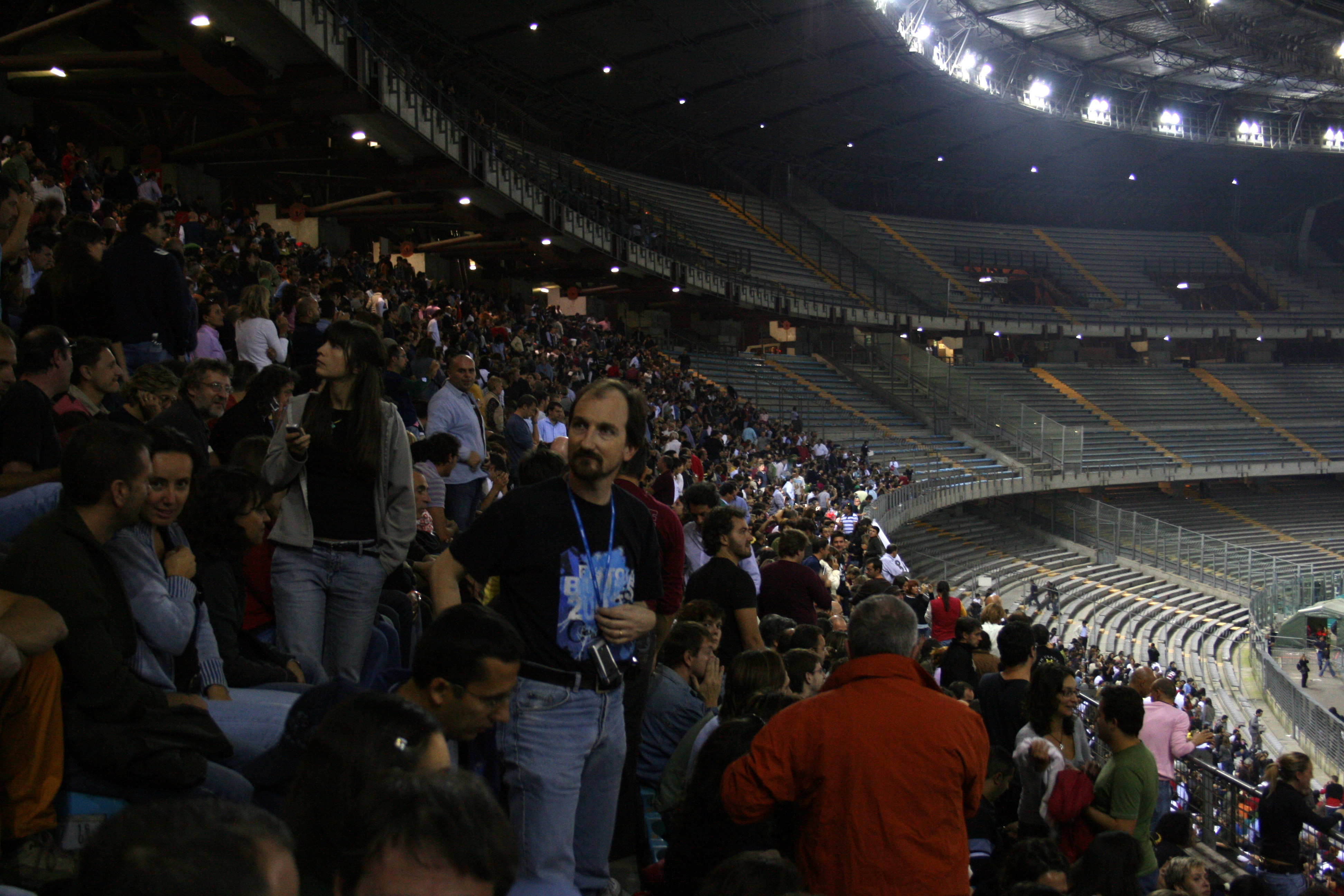
Vista sulle tribune dello stadio, che ne evidenzia la suddivisione in tre anelli

Omologato dall'UEFA come Five Stars Stadium ("Stadio di cinque stelle") nella stagione 1996-1997, allora la massima categoria a livello tecnico, di qualità di servizi e funzionalità, stabilita dalla confederazione europea agli impianti calcistici nonché predecessora della classificazione imposta un decennio più tardi; il Delle Alpi si presentava come un ampio invaso parzialmente interrato. La struttura si ergeva dalla collinetta in cui era sita grazie ai pennoni d'acciaio (che sostenevano la copertura delinenando il perimetro ellittico dello stadio) e al profilo del terzo anello, l'unico visibile esternamente. Sull'impianto, caratterizzato quindi da un'altezza contenuta, spiccavano i due grandi pennoni a "V capovolta" dietro le due curve nonché le due grandi vele in Teflon che interrompevano le curve stesse in prossimità del terzo anello.
All'interno, attraverso le rampe e le gradinate di accesso ci si ritrovava immersi nel catino capace di contenere poco meno di 71 000 spettatori, che lo rendevano il quarto stadio d'Italia per capienza dopo il Giuseppe Meazza di Milano, l'Olimpico di Roma e il San Paolo di Napoli. I tre anelli del Delle Alpi seguivano con continuità il profilo ellittico della pista di atletica leggera e venivano interrotti, solo nel livello più alto, dai succitati teli in Teflon.
La copertura, che proteggeva entrambe curve e tribune al 90%, era costituita da una serie di elementi in lamiera di alluminio appesi a una tensostruttura d'acciaio a forma di "8", collegata da funi lungo l'asse mediano del campo. Cinquantasei pennoni rossi e i due grandi cavalletti dello stesso colore, alti 76 metri, facevano da tiranti per i cavi d'acciaio che terminavano la loro corsa fuori dall'impianto, nella collinetta lungo il perimetro dello stadio.
Questi erano i quattro settori in cui era suddiviso il pubblico:
- Curva Scirea (15 260 posti a sedere), occupata durante le gare casalinghe dai nuclei più accesi della tifoseria organizzata juventina, era sita alle spalle di Corso Grosseto;[110] era intitolata al libero e capitano della squadra bianconera e della Nazionale italiana Gaetano Scirea, prematuramente deceduto nel 1989 in un incidente stradale in Polonia quando ricopriva la carica di allenatore in seconda della squadra.
- Curva Maratona (15 260 posti a sedere), situata sul lato nord dello stadio, ospitava i nuclei più accesi della tifoseria organizzata torinista nel corso delle gare casalinghe del club granata.
- Tribuna Est, settore di livello intermedio tra le curve e la Tribuna Ovest, era di norma occupata dai gruppi familiari; l'estremità sinistra era separata e riservata ai tifosi delle squadre ospiti.
- Tribuna Ovest, settore più prestigioso dello stadio, ospitava tra l'altro i rappresentanti della stampa e dei media, oltre a personaggi importanti, cui erano dedicati degli appositi palchi d'onore.

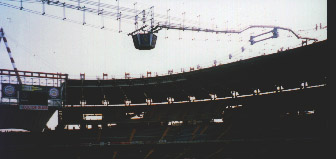
L'impianto audio sospeso al centro dello stadio

Lo stadio era inoltre dotato di un impianto sonoro centralizzato, costituito da un grosso cluster sospeso (tramite tiranti d'acciaio attaccati alla copertura) a un'altezza di 40 metri dal suolo, al di sopra del centro del campo. Tale apparato conteneva 12 amplificatori che pilotavano 96 altoparlanti, per un peso complessivo di 7700 kg e una dimensione di 3 metri di altezza, 6,45 metri di base e 8 metri di copertura. L'impianto aveva una potenza totale di 21600 W RMS e generava una pressione sonora massima di 100 dB a una distanza di oltre 100 metri.

## Eventi

### Calcio
Torino-Ajax (2-2) del 29 aprile 1992, finale d'andata della Coppa UEFA, è stata la partita in cui il Delle Alpi ha fatto registrare il primato di pubblico con 65 377 spettatori, mentre Juventus-Real Madrid (2-0 d.t.s.) del 9 marzo 2005, ottavo di finale della Champions League, è stata la sfida in cui si è stabilito il record d'incasso con 3477090 €. L'impianto inoltre ha ospitato anche cinque partite del campionato del mondo 1990:

#### Campionato del mondo 1990
| Data           | Giornata         | Partita        | Partita             | Partita     | Spettatori |
| -------------- | ---------------- | -------------- | ------------------- | ----------- | ---------- |
| Italia 1990    |                  |                |                     |             |            |
| 10 giugno 1990 | Gruppo C         | Brasile        | 2-1                 | Svezia      | 62 628     |
| 16 giugno 1990 | Gruppo C         | Brasile        | 1-0                 | Costa Rica  | 58 007     |
| 20 giugno 1990 | Gruppo C         | Brasile        | 1-0                 | Scozia      | 62 502     |
| 24 giugno 1990 | Ottavi di finale | Brasile        | 0-1                 | Argentina   | 61 381     |
| 4 luglio 1990  | Semifinale       | Germania Ovest | 1-1 (dts) (4-3 dtr) | Inghilterra | 62 628     |

#### Incontri della nazionale italiana
Lo stadio delle Alpi è stato sede di due incontri amichevoli della Nazionale maschile di calcio dell'Italia: il primo, disputato il 25 marzo 1992 contro la Germania e terminato con il punteggio di 1-0 in favore degli Azzurri; il secondo, giocato il 15 novembre 2000 contro l'Inghilterra e terminato anche in questo caso con il punteggio di 1-0 per i padroni di casa.

## Attività extracalcistiche
Relativamente l'atletica leggera, il Delle Alpi è stato sede dei campionati italiani assoluti del 1991 e l'anno seguente dell'ottava IAAF Grand Prix Final. Ha inoltre ospitato numerosi concerti di artisti di fama internazionale.

### Concerti

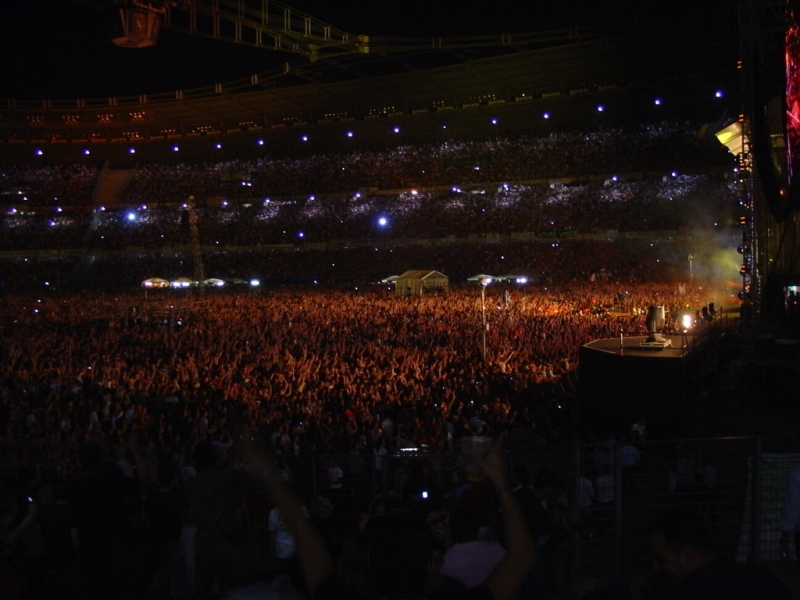
Il Delle Alpi gremito nel giugno 2005, per un concerto di Vasco Rossi.

Sovente si è trattato dell'unica data italiana di molti tour internazionali, dai concerti dei Guns N' Roses all'apice del loro successo, ai Metallica che scelsero Torino come sede del loro più grande fan club italiano, senza dimenticare i Pink Floyd con il Division Bell Tour o ancora l'Elevation Tour degli U2. Il 2 ottobre 2007 è stata l'unica data italiana anche per la storica reunion dei The Police con il loro Live in Concert Tour di fronte a 65 000 fan. Tappe al Delle Alpi anche per Madonna e per gli AC/DC (alla loro seconda presenza in uno stadio torinese, dopo i concerti degli anni 1980 al vecchio Comunale). Anche i Rolling Stones tornarono a Torino suonando qui il 28 luglio 1990. Tra gli italiani, Vasco Rossi ha qui tenuto otto concerti (l'ultimo il 5 ottobre 2008), ma si sono esibiti al Delle Alpi anche Ligabue, Eros Ramazzotti, Claudio Baglioni e Renato Zero.
| Data               | Artista            | Tour                             | Spettatori |
| ------------------ | ------------------ | -------------------------------- | ---------- |
| 13 luglio 1990     | Madonna            | Blond Ambition Tour              | 40 000     |
| 28 luglio 1990     | The Rolling Stones | Steel Wheels/Urban Jungle Tour   | 50 000     |
| 8 giugno 1991      | Vasco Rossi        | Fronte del palco Tour            | 82 000     |
| 27 giugno 1992     | Guns N' Roses      | Use Your Illusion Tour           | 65 000     |
| 8 ottobre 1992     | Claudio Baglioni   | AncorAssieme                     | 72 000     |
| 18 giugno 1992     | Antonello Venditti | Alta Marea Tour                  |            |
| 9 giugno 1993      | Vasco Rossi        | Gli spari sopra Tour             | 67 000     |
| 22 giugno 1993     | Metallica          | Nowhere Else To Roam Europe Tour |            |
| 12 luglio 1993     | U2                 | ZooTV Tour                       | 60 000     |
| 13 settembre 1994  | Pink Floyd         | The Division Bell Tour           | 80 000     |
| 21 giugno 1996     | Vasco Rossi        | Nessun pericolo per te Tour      | 25 000     |
| 27 giugno 1998     | Eros Ramazzotti    | Tour 1998                        | 30 000     |
| 29 giugno 1999     | Renato Zero        | Cantiere Fonòpoli                |            |
| 2 e 3 luglio 1999  | Vasco Rossi        | Rewind Tour                      | 63 000     |
| 6 luglio 2000      | Ligabue            | Live Estate 2000                 | 31 511     |
| 19 giugno 2001     | Vasco Rossi        | Stupido Hotel Tour               | 65 000     |
| 4 luglio 2001      | AC/DC              | Stiff Upper Lip Tour             |            |
| 21 luglio 2001     | U2                 | Elevation Tour                   | 73 061     |
| 1º luglio 2002     | Renato Zero        | Prove di volo estate             | 20 000     |
| 7 giugno 2005      | Vasco Rossi        | Buoni o cattivi Tour             | 68 134     |
| 3 luglio 2007      | Vasco Rossi        | Vasco Live 2007                  | 146 968    |
| 19 settembre 2007  | Vasco Rossi        | Vasco Live 2007                  | 146 968    |
| 2 ottobre 2007     | The Police         | Live in Concert Tour             | 65 000     |
| 4 e 5 ottobre 2008 | Vasco Rossi        | Vasco.08 Live in concert         | 99 982     |